# Bī Bahreh
Bī Bahreh (persiska: بی بهره) är en ort i Iran.   Den ligger i provinsen Nordkhorasan, i den nordöstra delen av landet, 600 km öster om huvudstaden Teheran. Bī Bahreh ligger 1 524 meter över havet och antalet invånare är 578.
Terrängen runt Bī Bahreh är kuperad åt nordost, men åt sydväst är den bergig. Bī Bahreh ligger nere i en dal. Runt Bī Bahreh är det ganska tätbefolkat, med 67 invånare per kvadratkilometer. Närmaste större samhälle är Būānlū, 5,9 km öster om Bī Bahreh. Trakten runt Bī Bahreh består i huvudsak av gräsmarker.